# Ni Yulan

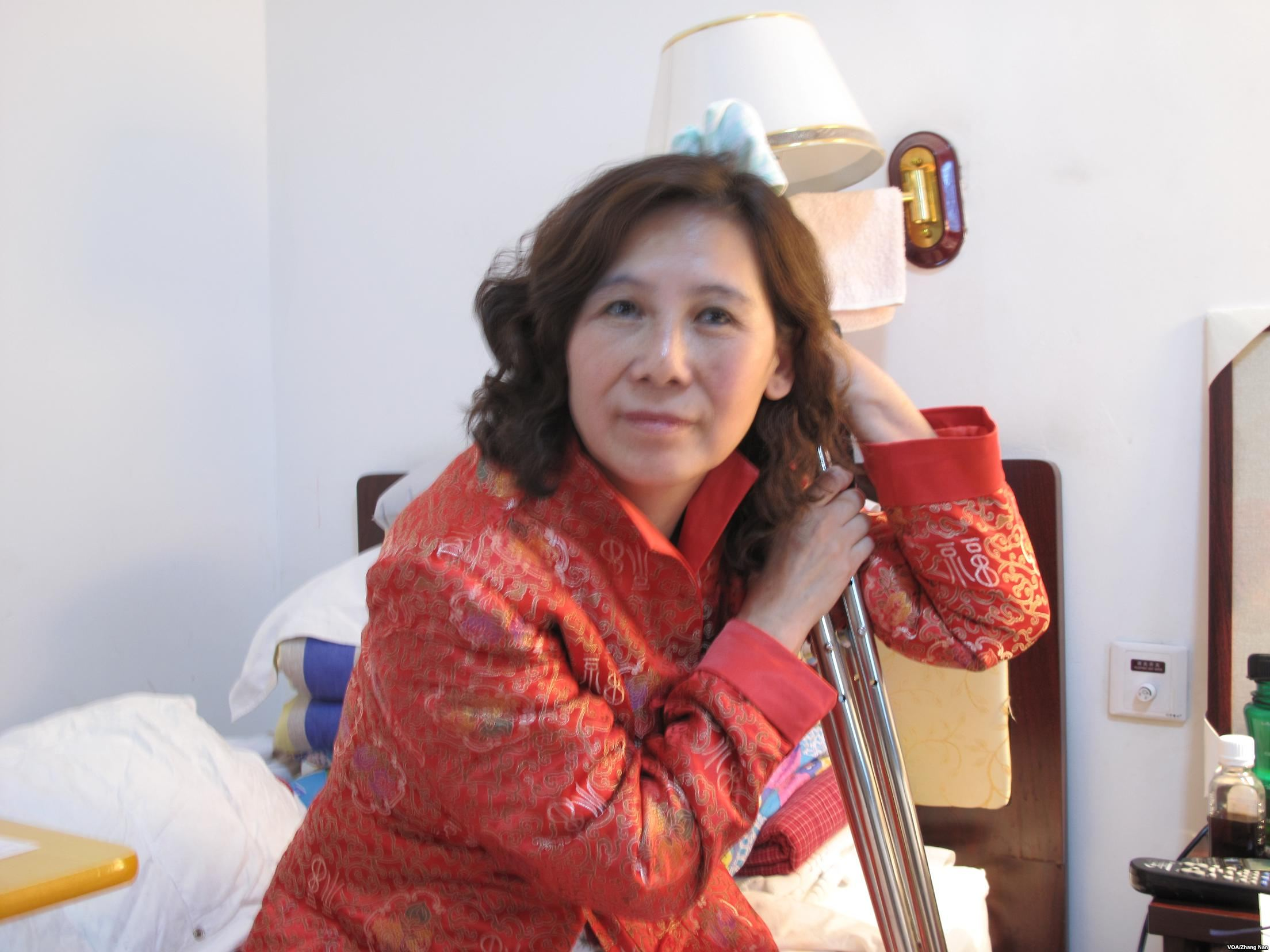
Ni Yulan

Ni Yulan (Pechino, 24 marzo 1960) è un avvocato e attivista cinese.

## Biografia
Ni Yulan, nata nel 1960, è un'avvocatessa per i diritti civili della Repubblica Popolare Cinese. Ha iniziato ad esercitare nel 1986, laureandosi all'Università della Cina in Scienze Politiche e Diritto, specializzandosi nel campo dei diritti umani. Negli ultimi quindici anni, pur rischiando di minare la sua carriera e di essere fisicamente menomata, Ni Yulan ha combattuto per proteggere i diritti legali del cittadino medio e ha promosso la legalità in Cina.

## Attività
Avvocato d'affari, Ni ha iniziato a difendere i diritti di proprietà dei cittadini che avevano subito la demolizione delle proprie case  per far posto alle Olimpiadi di Pechino del 2008. A causa della sua schiettezza, fu arrestata e trattenuta due volte, condannata ai lavori forzati, e picchiata fino alla paralisi. Nonostante le continue minacce e molestie da parte della polizia, Ni ha continuato la difesa dei diritti dei suoi concittadini, intentando cause legali contro i pubblici ufficiali e collegando tra loro avvocati ed attivisti in tutta la Cina, per promuovere la causa dei diritti umani e il principio di legalità.

## Onorificenze e premi
È stata premiata con l'International Women of Courage Award nel 2016 , come una delle quattordici donne di coraggio.
Le autorità cinesi le hanno impedito di viaggiare negli Stati Uniti per accettare il premio dal Segretario di Stato John Kerry. Nel momento in cui Ni si è recata a fare il passaporto, le è stato detto che le era proibito viaggiare all'estero, usando come pretesto il fatto che fosse stata coinvolta in un procedimento penale nel quale aveva sostenuto gli imputati. Sull'accaduto Ni ha affermato che  è stata vittima dell'ennesima violazione dei propri diritti" . Il premio le è stato conferito in absentia, per il suo lavoro di difesa delle vittime di sfratti forzati in Cina.